# Job 17
Job 17 es el decimoséptimo capítulo del Libro de Job en la Biblia hebrea o el Antiguo Testamento del Cristianismo . El libro es anónimo; la mayoría de los estudiosos creen que fue escrito alrededor del siglo VI a. C. Este capítulo recoge el discurso de Job, que pertenece a la sección Diálogo del libro, y comprende Job 3:1–Job 31:40.

## Texto
El texto original está escrito en lengua hebrea. Este capítulo se divide en 28 versículos.

### Testimonios textuales
Algunos manuscritos antiguos que contienen el texto de este capítulo en hebreo pertenecen al Texto masorético, que incluye el Códice de Alepo (siglo X) y el Codex Leningradensis (1008). Se encontraron fragmentos que contienen partes de este capítulo en hebreo entre los Rollos del Mar Muerto, incluyendo 4Q100 (4QJobb; 50–1 a. C.) con los versículos 15–17 conservados.

## Análisis
La estructura del libro es la siguiente:
- El prólogo (capítulos 1-2)
- El diálogo (capítulos 3-31)
- Los veredictos (32:1-42:6)
- El epílogo (42:7-17)

Dentro de la estructura, el capítulo 17 se agrupa en la sección Diálogo con el siguiente esquema:
- La maldición y el lamento de Job (3:1-26)
- Primera ronda (4:1-14:22)
- Segunda ronda (15:1-21:34)
  - Elifaz (15:1-35)
  - Job (16:1-17:16)
    - Sois consoladores miserables (16:1-5)
    - Lamentando su suerte (16:6–17)
    - La posibilidad de un testigo celestial (16:18–22)
    - La falta de esperanza (17:1–2)
    - Hablando con Dios (17:3–5)
    - Quejándose a sus amigos (17:6–10)
    - La desesperación actual de Job (17:11–16)

  - Bildad (18:1–21)
  - Job (19:1–29)
  - Zofar (20:1–29)
  - Job (21:1–34)
- Tercera ronda (22:1–27:23)
- Interludio: poema sobre la sabiduría (28:1-28)
- Resumen de Job (29:1-31:40)

La sección del diálogo está compuesta en formato poético, con una sintaxis y una gramática distintivas.
El capítulo 17 carece de una estructura clara, con algunos versículos que son una continuación del capítulo anterior y las quejas dirigidas alternativamente a Dios y a los amigos de Job:
- La angustia de Job (versículos 1-2), continuando desde Job 16:18-22.
- Job se queja a Dios (versículos 3-5)
- Job se queja a sus amigos (versículos 6-10)
- Job vuelve a sumirse en su desesperación actual (versículos 11-16).[15]

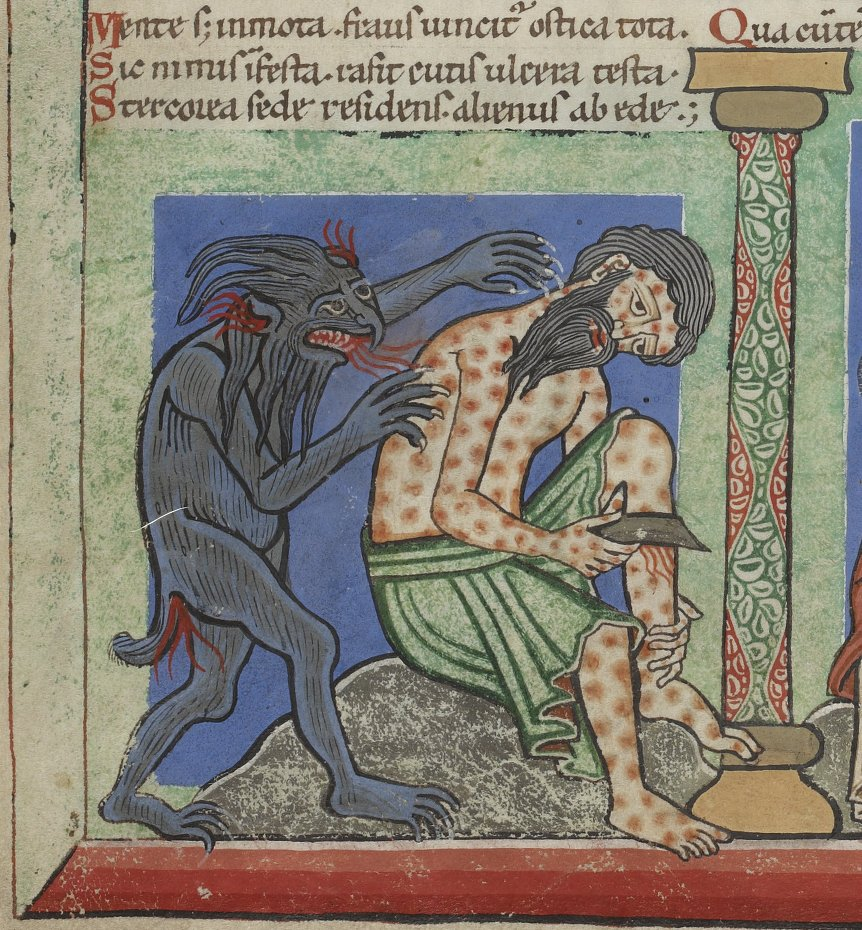
«Job en el montón de estiércol, afligido por la lepra, ante la consternación de sus amigos». Medieval.

## Job se queja de la falta de esperanza (17:1–10)
La sección comienza con la angustia del capítulo anterior, tanto en la expectativa de la muerte de Job (versículo 1; cf. Job 16:22) como en las palabras inútiles y burlonas de sus amigos (versículo 2; cf. Job 16:20). A continuación, Job se dirige directamente a Dios, preguntándole por qué ha cerrado la mente de sus amigos para que no comprendan su difícil situación (versículo 4). Luego, Job se vuelve hacia sus amigos (o a los espectadores; «entre vosotros» o «todos vosotros», versículo 10) y les transmite su consternación por que Dios, que gobierna el mundo, lo menosprecie en presencia de («escupiendo en la cara» o «escupiendo delante de») otros (versículo 6), antes de terminar acusando a sus amigos de carecer de sabiduría en sus respuestas (versículo 10).

### Versículo 6
[Job dijo:] Y me ha convertido en refrán del pueblo,
alguien a quien escupen en la cara.
- «Proverbio»: está relacionado con la palabra hebrea traducida como «proverbio» (מָשָׁל, «mashal»).[17]
- «Escupir»: de la palabra hebrea תֹפֶת, «tofet», que es solo se encuentra aquí en la Biblia hebrea.[18] Toda la expresión de la segunda línea puede traducirse como «y me he convertido en un escupitajo en/para la cara» o «me he convertido en alguien a quien la gente escupe en la cara».[18]

## Job expresa su desesperación (17:11-16)
En esta sección, Job vuelve a sumirse en su desesperación actual, como si su vida hubiera terminado («mis días han pasado») y no hubiera futuro para sus «planes» o «deseos» (versículo 11). Job imagina que se iría «al lado oscuro» (la oscuridad del Seol) para construir su «casa» (o «lecho»; versículo 13), donde parece pertenecer. Job busca diligentemente un camino a seguir en la oscuridad presente, pero admite que esto no parece factible (versículo 16).

### Versículo 16
[Job dijo:] ¿Descenderán a las puertas del Seol?
¿Descansaremos juntos en el polvo?
- «¿Descenderán»: la frase se deduce de la forma plural del verbo, que probablemente se refiere a las dos palabras (o los dos sentidos de la palabra) del versículo anterior: «esperanza» y «lo que la esperanza produce», que pueden perecer con Job.[20]
- «Puertas»: de la palabra hebrea בַּדִּים, «baddim», literalmente «barras» o «cerrojos», para describir las «puertas del Seol».[21]
- «Seol»: o «la morada de los muertos».[22]
- «¿Será (seremos)»: de la conjunción hebrea אִם, «ʾim», que confirma la interpretación interrogativa.[23]
- «Descanso» sigue la Septuaginta griega y las versiones sirias con el cambio de vocalización en el texto masorético, ya que el sustantivo hebreo «descanso» puede traducirse como «¿será nuestro descanso juntos en el polvo?».[24] El verbo נָחַת, nakhat, en arameo significa «bajar; descender», por lo que si esta es la lectura preferida, se escribiría נֵחַת, nekhat, en hebreo; en cualquier caso, el versículo describe claramente la «muerte» y el proceso de «ir a la tumba».[24]

Job se da cuenta de que la muerte no puede devolverle a sus hijos, no puede devolverle el sentido de la familia (cf. Job 3:17-19; 7:9; Salmo 6:5).

## Comentarios

### De la Iglesia católica

#### Al versículo 6
«Me ha hecho hablilla de la gente» Véase Salmo 44,15. La frase antes citada es una expresión que manifiesta el alto concepto que los israelitas tenían de su propia dignidad. Ser motivo de burla para otros pueblos se consideraba una de las peores desgracias, pues equivalía a experimentar el abandono de Dios. Agustín de Hipona, al presentar a Job como figura de la Iglesia, interpreta este versículo en el contexto de las persecuciones:

Me has hecho hablilla de la gente, a mí, al hombre que redimiste, es decir, a la Iglesia de la que hablarán las naciones o que los judíos hablarán de ella a las naciones» 